# هریکوویتسه
هریکوویتسه (به چکی: Hrejkovice) یک منطقهٔ مسکونی در جمهوری چک است که در ناحیه پیسک واقع شده‌است. هریکوویتسه ۱۳٫۳۹ کیلومتر مربع مساحت و ۴۸۷ نفر جمعیت دارد و ۴۷۱ متر بالاتر از سطح دریا واقع شده‌است.